# Geraldino
Geraldo Antônio Martins, conhecido como Geraldino (Raposos, 11 de janeiro de 1940 — Santos, 30 de março de 2018) foi um futebolista brasileiro que atuava como lateral.
Seu apelido era "Padre", porque foi seminarista em Minas Gerais.

## Carreira
Quando jovem, Geraldo trabalhava em uma alfaiataria.
Geraldino começou em times menores do futebol mineiro. Começou no Villa Nova, de Nova Lima, em 1957, pelo qual fez 91 jogos e marcou cinco gols. Deixou o clube em janeiro de 1961, trocado pelo atacante Fuzil, do Siderúrgica de Sabará, além da quantia de 1 milhão e meio de cruzeiros.
Em junho do mesmo ano, foi contratado pelo Cruzeiro por 1 milhão, onde chegou até a Seleção Mineira em janeiro de 63 e depois na Seleção Brasileira, em março de 1963 no Sul-americano da Bolívia. Geraldino atuou como zagueiro ou volante no campeonato de 1961 que deu ao Cruzeiro o tricampeonato estadual.
Em 1963, foi contratado pelo Santos, na maior transação do futebol mineiro na época por 30 milhões de cruzeiros. Pelo Peixe, a estreia foi em 25 de maio de 1963, contra o Partizan, na França. No Santos, Geraldino viveu os maiores momentos da carreira. Foi campeão de tudo e jogou em um dos maiores times da história do futebol. Ele foi peça importante em muitas das conquistas, como na Copa Intercontinental de 1963 em que foi titular no primeiro jogo, mas, por conta de uma lesão, não pôde jogar as outras partidas.
Perdeu a vaga de titular quando Rildo veio do Botafogo para o Santos, em 1966. Sua despedida aconteceu em 12 de julho de 1968, contra o New York Generals (EUA) no Yankee Stadium em Nova Iorque. Pelo Santos, foram 212 partidas entre 1963 e 1968, com 2 gols e 11 títulos conquistados.
Após a passagem pelo Santos acabar em 1968, Geraldino jogou dois anos na Portuguesa até se aposentar em 1970.
Ele voltou a morar em Santos após o fim da carreira. Ele morreu em 2018, aos 78 anos.

## Títulos
Siderúrgica
- Copa Belo Horizonte - Juiz de Fora: 1961[4]

Cruzeiro
- Campeonato Mineiro: 1961

Santos
- Copa Libertadores da América: 1963
- Copa Intercontinental: 1963[9]
- Campeonato Brasileiro: 1963, 1964 e 1965
- Campeonato Paulista: 1964, 1965[14], 1967[15] e 1968
- Torneio Rio-São Paulo: 1964[16][17] e 1966

Seleção Mineira
- Campeonato Brasileiro de Seleções: 1962